# Aipaloovik
Aipaloovik é um deus esquimó que mora no mar. É uma criatura má que é associado com o assassinato, o vandalismo e a destruição